# NGC 4203
NGC 4203 је елиптична галаксија у сазвежђу Береникина коса која се налази на NGC листи објеката дубоког неба.
Деклинација објекта је + 33° 11' 51" а ректасцензија 12h 15m 5,0s. Привидна величина (магнитуда) објекта NGC 4203 износи 10,7 а фотографска магнитуда 11,7. Налази се на удаљености од 12,433 милиона парсека од Сунца. NGC 4203 је још познат и под ознакама UGC 7256, MCG 6-27-40, CGCG 187-29, IRAS 12125+3328, PGC 39158.